# Wu (langue)
Pour les articles homonymes, voir Wu.
Le wu, aussi appelé wugniu selon « 文读 » vendoq ou nggniu selon « 白读 » baqdoq, (chinois simplifié : 吴方言 ; chinois traditionnel : 吳方言 ; pinyin : Wú fāng yán ou chinois simplifié : 吴语 ; chinois traditionnel : 吳語 ; pinyin : Wú yǔ) est l'un des groupes majeurs des parlers sinitiques. Le wu est parlé dans une grande partie de la province du Zhejiang, la municipalité de Shanghai, le sud de la province du Jiangsu, ainsi que dans des petites parties des provinces du Anhui, du Jiangxi et du Fujian. Les principaux dialectes du wu incluent ceux de Shanghai, de Suzhou, du Wenzhou, de Hangzhou, de Yongkang et de Shaoxing. En 1991, il y avait 87 millions de personnes parlant une forme de wu. C'est le groupe de langues chinoises le plus pratiqué après le mandarin (898 millions de locuteurs). C’est aussi la première langue non officielle du monde par le nombre de locuteurs, avant le punjabi, et la deuxième langue de la Chine, après le mandarin et juste avant le cantonais.
Parmi les variétés de la langue chinoise, le wu est souvent subjectivement considéré comme une langue douce, légère et fluide. Il y a aussi un terme spécial utilisé pour décrire la qualité de la langue wu : 吴侬软语 / 吳儂軟語, wúnóng ruǎnyǔ. L'origine véritable de cette impression est difficile à expliquer. C'est en quelque sorte une combinaison de plusieurs facteurs. Parmi les dialectes du wu, par exemple, le shanghaïen est considéré comme étant plus doux et plus mielleux que le dialecte parlé à Ningbo.
Comme toutes les autres variétés du chinois, il y a plusieurs discussions pour savoir si le wu doit être considéré comme une langue ou un dialecte. De nos jours, on pense de plus en plus que le wu est bel et bien une langue sinitique (chinois simplifié : 汉语 ; pinyin : hànyǔ)[Qui ?], quoique indépendante du mandarin vernaculaire (普通话, pǔtōnghuà), distinction qui remet en cause la politique monolinguistique tendant à assimiler le « chinois » au mandarin standard[Par qui ?].
En Chine, le wu est appelé langue wu (吴语, wúyǔ), elle est considérée comme l'une des principales langues Han, regroupant plusieurs dialectes (chinois simplifié : 方言). On les distingue dans le langage courant par les appellations des grandes capitales régionales ; shanghaïen (上海话, shànghǎihuà), le suzhounais (苏州话, sūzhōuhuà, appelé couramment 苏州闲话, sūzhōu xiánhuà, « causette de Suzhou », parlé autour de lac Taihu), le hanzhounais (杭州话, hángzhōuhuà), le wenzhounais (温州话, wēnzhōuhuà), etc..
Le wu est communément écrit à l'aide de hanzi et se distingue du mandarin, notamment par l'utilisation de caractères plus anciens du chinois classique. Par exemple, « laver » s'écrit 汏, da en wu et 洗, xǐ en mandarin ; « poêle » s'écrit 镬, roq en wu et 锅, guō en mandarin.

## Histoire

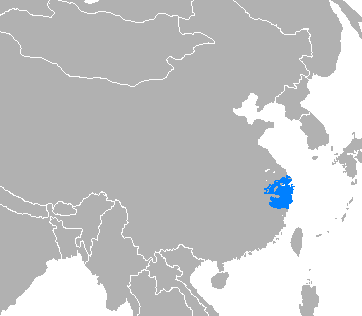
Le wu en Chine.

La langue wu moderne trouve ses sources auprès des anciens peuples Yue situés autour du sud du Jiangsu et du nord du Zhejiang.
La prononciation chinoise go on (呉音) (littéralement, prononciation Go) en langue japonaise des caractères chinois provient de la même région que celle où le wu est parlé aujourd'hui ; elle est l'héritage du royaume Wu de la période des Trois Royaumes (225 — 280).

## Dialectes

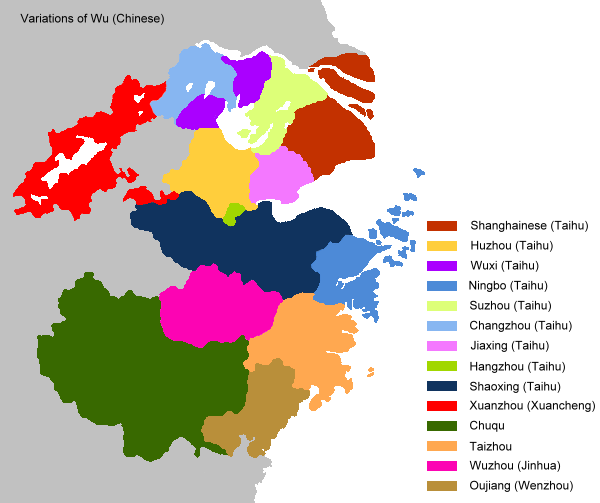
Dialectes de la langue wu.

Les dialectes Nord et Sud du wu ne sont pas mutuellement intelligibles. Le wu est divisé en six groupes de dialectes :
- le taihu (太湖片), parlé dans une grande partie du sud du Jiangsu du nord du Zhejiang, en incluant Shanghai, Suzhou, Changzhou, Hangzhou, Ningbo, Shaoxing, etc. ;
- le taizhou (台州片, parlé dans et autour de Taizhou, dans le Zhejiang ;
- le oujiang (瓯江片 / 甌江片) / Dong'ou (东瓯片 / 東甌片), parlé dans et autour de Wenzhou, dans le Zhejiang ;
- le wuzhou (婺州片), parlé dans et autour de Jinhua, dans le Zhejiang ;
- le chu qu'(处衢片 / 處衢片), parlé dans et autour de Lishui et de Quzhou, dans le Zhejiang ;
- le xuanzhou (宣州片), parlé dans et autour de Xuancheng, dans l'Anhui.

## Phonétique
Le wu est la seule langue sinitique qui possède des consonnes voisées comme d, g, b, etc. : le cantonais et le mandarin n'en ont pas.
Une autre caractéristique est que le wu exécute couramment des liaisons tonales entre les mots. La règle de changement n'est pas encore très claire mais la base en est que les tons syllabiques sont changés pour que la phrase soit facile à prononcer. C'est pour cela qu'il est parfois dit que le wu n'est pas réellement une langue tonale (par rapport aux autres langues sinitiques dont les tons doivent être soigneusement prononcés sous peine d'inintelligibilité).

## Grammaire

### SVOetSOV
i.e. 
SOV sujet-objet-verbe 吾饭吃哉。(Je repas manger + une particule) Ng vae chiq leq. J'ai mangé.
 SVO sujet-verbe-objet 吾吃饭勒海。(Je manger repas + leqhe qui signifie le gérondif) Ng chiq vae leqhe. Je suis en train de manger.

### Gérondif
-勒海 (-leqhe) utilisé après le verbe ou parfois avant le verbe dans d'autres dialectes du wu 
i.e. 
吾饭吃勒海。Ng vae chiq leqhe. Je suis en train de manger.

### Transitivité
-脱 (-theq) utilisé après le verbe pour signifier la fin d'une action. 

i.e. 
台子坏脱哉。Detzy wa-theq leq. La table est abîmée. Ici, -theq accente la transition de l'état de la table: bon état vers abîmée.

## Culture populaire
- Le mot « wu » est bien connu des amateurs francophones de Scrabble qui en font leur mot privilégié pour utiliser la lettre « W », réputée pour être une des plus difficiles à placer.